# Ginjoler
|  | No s'ha de confondre amb Grup de Música i Teatre El Gínjol. |

|  | Aquest article tracta de l'espècie Ziziphus jujuba, per altres espècies anomenades ginjoler vegeu Ziziphus lotus i Ziziphus mauritiana |

El ginjoler (Ziziphus jujuba) és un arbust o arbre petit de la família de les Rhamnaceae. És originari de la Xina tot i que es conrea en diversos països de la conca mediterrània des de temps molt antics. El seu fruit, encara que petit, és comestible i es cull a la tardor. De la seva fusta se'n fan instruments musicals com tenores, tibles i gralles. El gínjol ha donat lloc a les següents expressions en català: «Més content (o trempat o eixerit) que un gínjol».

## Taxonomia
Hi ha molta confusió a la literaturas quant a la taxonomia dels gínjols (Ziziphus spp.). L'origen de ginjoler es confon amb el de l'espècie Ziziphus mauritiana que se suposa que va ser domesticat a l'Índia (Yamdagni 1985; Pareek 2001; Fuller 2006: 51). Així ho testimonien nombroses restes trobades en jaciments neolítics, restes que també trobem en excavacions d'èpoques més recents estenent-se a través de l'Àsia del Sud (Fuller 2002), com de fet també passa amb el ginjoler (Ziziphus jujuba). Però la gran diversitat a la Xina, on existeixen nombrosos cultivars, és de (Ziziphus jujuba Lam.)(sinònim descartat Ziziphus Zizyphus (L.) Karst.) i denota que és allà on té el seu centre d'especiació, concretament a les regions montanes del centre, a les muntanyes Qin Ling i al Nord a Mongòlia i el Tibet (Jin et al., 1999).

## Morfologia

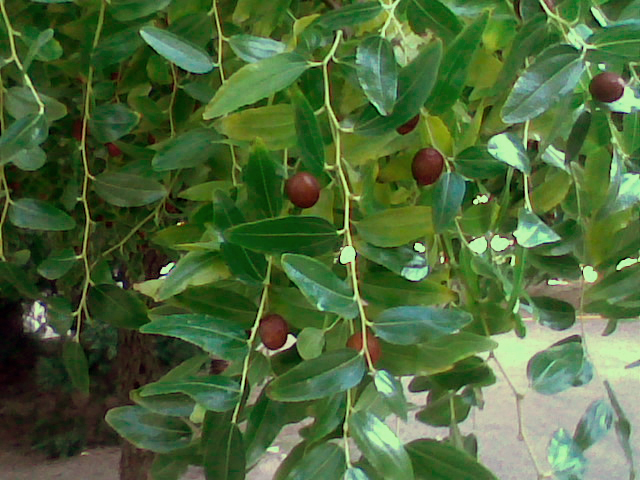
Ginjoler als jardins del Monestir de Bellpuig de les Avellanes

És una planta caducifòlia que pot arribar a fer uns 10 m d'altura, amb tronc dret que pot tenir alguns grops i escorça molt clivellada. Les fulles, de 2 a 6 cm, són oval-lanceolades amb el marge finament dentat i d'un color verd clar brillant, alternes i poc peciolades, amb tres nervis principals longitudinals, presenten dues estípules espinoses a la base (però hi ha varietats inermes). Les flors, que apareixen entre abril i maig, són petites, pentàmeres, verdoses i situades en grups, inflorescències cimoses, de 2 a 5 sobre un petit peduncle comú a l'axil·la de les fulles.

## Fruit

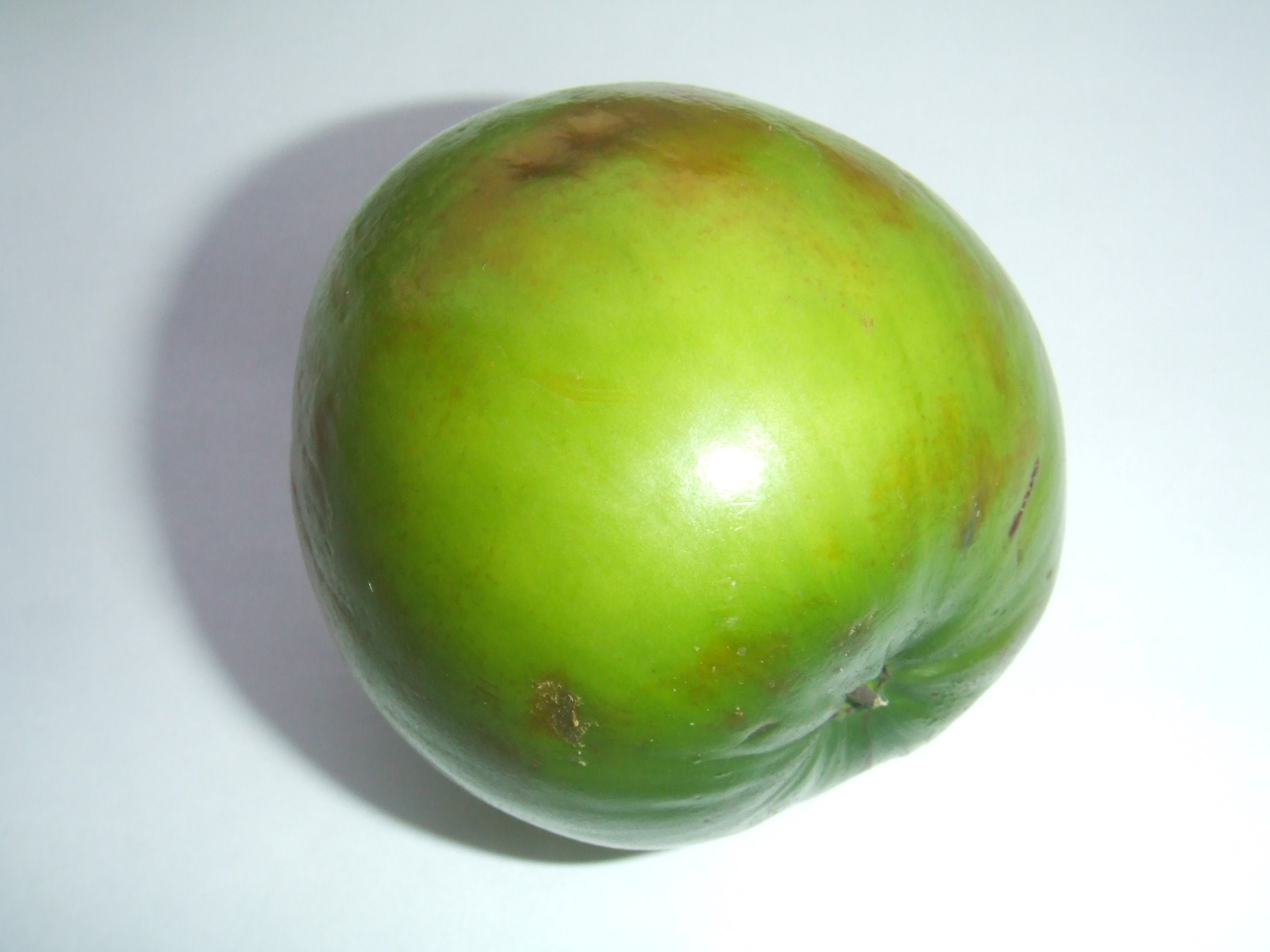
El gínjol verd té l'aspecte d'una poma molt menuda

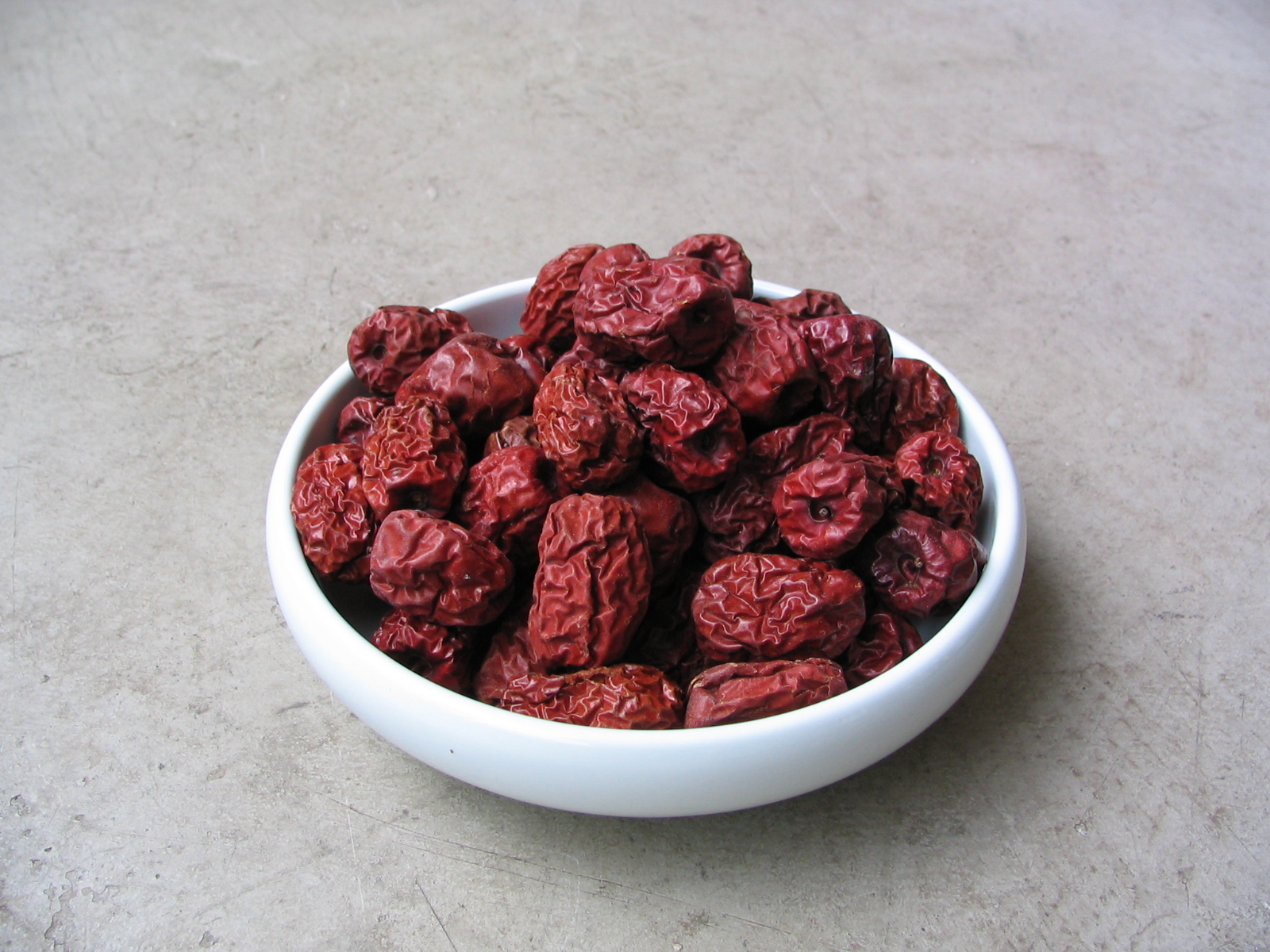
Gínjols secs

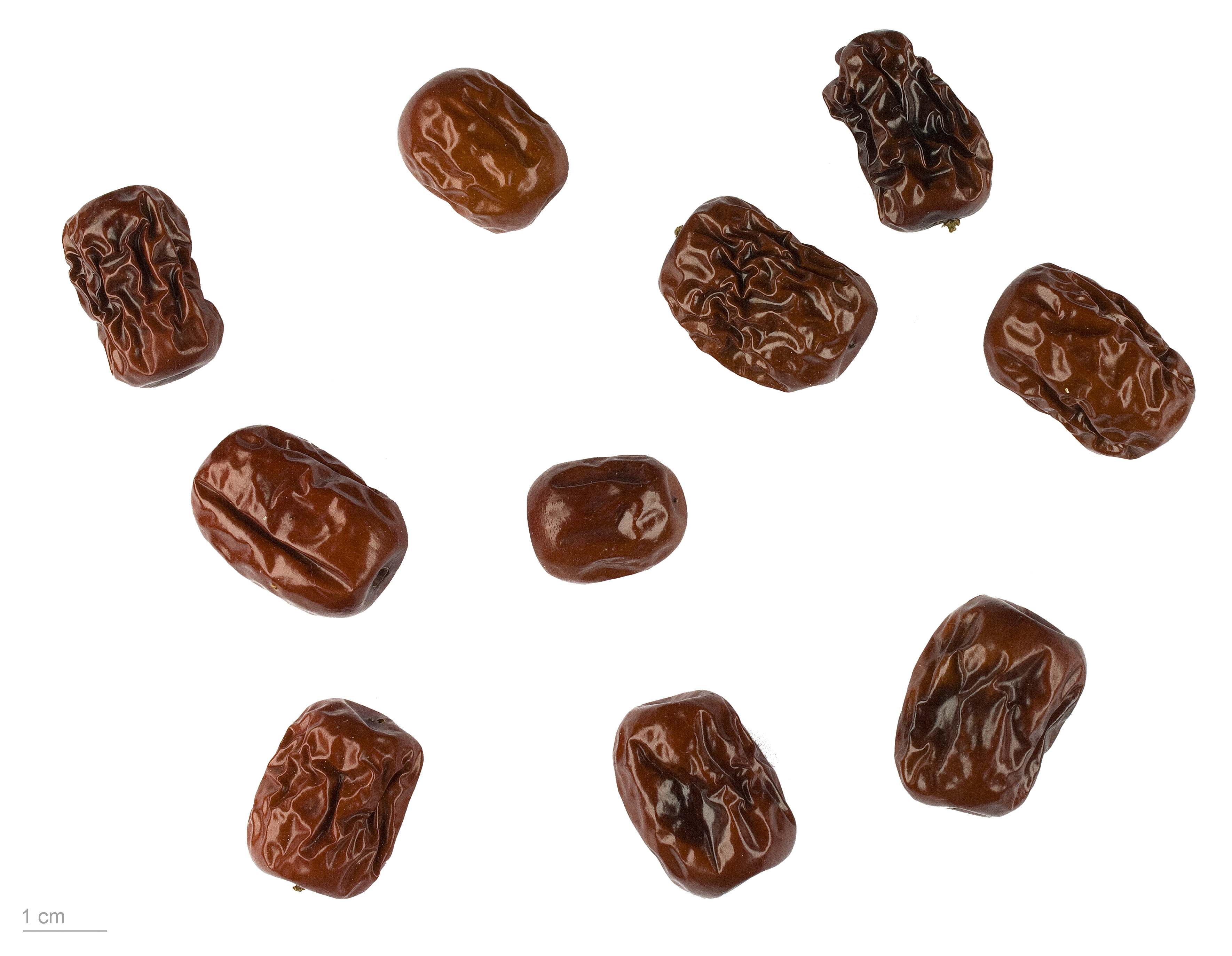
Ziziphus zizyphus

El fruit és el gínjol, una drupa comestible de forma el·lipsoïdal o globosa, de color rogenc o marronós quan és madur, cap al setembre, i amb un sol pinyol. Es pot assemblar a una poma petita o a una pruna, però el seu gust recorda més aviat al de la poma.
Els gínjols són rics en sucres i mucílags i contenen una important quantitat de vitamina C. Són apreciats pel seu valor nutritiu com a fruita, natural o assecada. La manera de fer preparacions culinàries amb gínjols és similar a les que es fan amb la poma i també les prunes. És un dels fruits de la dieta mediterrània tradicional, havent estat mencionat per Heròdot. El gínjol fou el símbol del silenci a l'antiga Roma i per això n'hi havia als temples de la Prudència. A la regió de l'Emília-Romanya es plantava un ginjoler prop de les cases, a la part mes assoleiada, per portar fortuna. Segons Plini els gínjols eren molt apreciats com a laxatiu lleuger i es conservaven a l'abric de l'aire dins de caixes de fusta de faig o de til·ler.
Tot i que actualment el seu consum és molt reduït a les zones urbanes, encara és costum menjar gínjols a la tardor al Baix Ebre i Montsià, en molts llocs rurals del País Valencià i a la regió de Múrcia. Amb el gínjol es pot preparar l'allioli de gínjol, molt adient per acompanyar verdures bullides.
Actualment al Mediterrani els gínjols es cultiven al Líban, Egipte, Tunísia, Bulgària, Grècia i Itàlia. A Arquà Petrarca, municipi del Vèneto, hi ha molts jardins amb ginjolers. Els gínjols es fan servir per a la preparació de melmelades, licors i un antic xarop, el brodo di giuggiole.

## Fusta

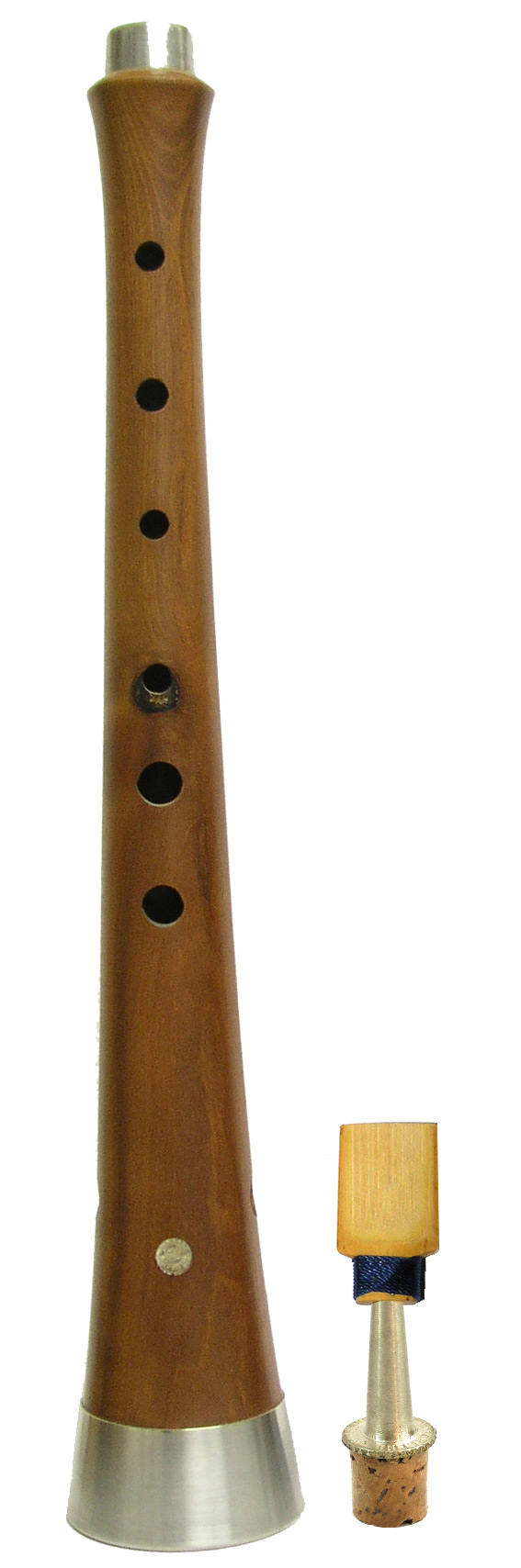
Gralla de ginjoler

Quant a la fusta del ginjoler, s'utilitza per fer instruments musicals com tenores, tibles i gralles.

## Ús medicinal
El gínjol també s'ha utilitzat com a expectorant i com a remei contra afeccions respiratòries, de la gola, faringitis i traqueïtis. Té propietats pectorals, emol·lients i demulcents. Les arrels del ginjoler s'han utilitzat contra la febre.